# Schopfkarakara
Der Schopfkarakara (Caracara plancus) ist ein falkenartiger Vogel aus dem mittleren und südlichen Südamerika.

## Merkmale
Der Schopfkarakara wird 54 bis 66 cm lang und erreicht eine Flügelspannweite von 108 bis 144 cm. Die Schwanzlänge beträgt 23 bis 28 cm. Männchen bleiben kleiner, sie erreichen etwa 91 % der Größe der Weibchen (errechnet aus den Mittelwerten der Flügelspannweite). Tiere aus dem südlichen Verbreitungsgebiet werden größer als aus weiter nördlichen Gegenden.
Der Vogel ist größtenteils dunkelbraun gefärbt, mit schwarzem Scheitel, weißem Kopf und nacktem rotem Gesicht. Brust, Hals und der lange Schwanz sind schwarz und weiß gebändert. Der Schwanz endet in einem breiten schwarzen Band. Die Oberseiten der Flügel sind dunkelbraun. Der Schnabel ist blaugrau, die Iris braun, Beine und Füße sind gelb. Jungvögel sind heller, die Unterseite ist brauner. Insgesamt sind Jungvögel weniger kontrastreich gefärbt, mehr gestrichelt als gebändert.

## Vorkommen

Verbreitungsgebiet

Der Schopfkarakara lebt, mit Ausnahme des Amazonasgebietes, in ganz Brasilien, im östlichen Bolivien, in Paraguay und Uruguay und, mit Ausnahme der nördlichen Anden, in ganz Chile und Argentinien sowie auf den Falklandinseln. Er bevorzugt offene Landschaften, wie Savannen, Rinderfarmen, und geht in Gebirgen in Höhen bis 1400 Meter.

## Verhalten
Anders als die Falken (Gattung Falco) ist der Schopfkarakara kein schnell fliegender Jäger, sondern verbringt viel Zeit am Boden. Mit seinen langen Beinen und Zehen ist er gut ans Laufen in offenen Lebensräumen angepasst. Zur Beute gehören Wirbellose, Reptilien, Amphibien, sowie gelegentlich kleine Vögel und Säugetiere. Hauptsächlich ernährt er sich von Aas und ist manchmal zusammen mit Geiern an größeren Kadavern anzutreffen. Im Unterschied zu diesen segelt er nicht, sondern fliegt mit kraftvollen und geräuschvollen Flügelschlägen. Deshalb kann er früher auf Nahrungssuche gehen als die auf die warmen Aufwinde des Vormittags angewiesenen Geier und findet Aas früher als diese.

## Fortpflanzung
Die Nistgewohnheiten des Schopfkarakaras sind für einen Falken ungewöhnlich, da er ein eigenes Nest baut, anstatt den verlassenen Horst einer Greifvogelart zu verwenden. Das große Nest aus Zweigen und Ranken liegt häufig am Boden. Das Gelege aus 2–4 Eiern wird etwa einen Monat lang bebrütet. Nach dem Flüggewerden werden die Jungvögel teilweise noch mehrere Monate gefüttert.

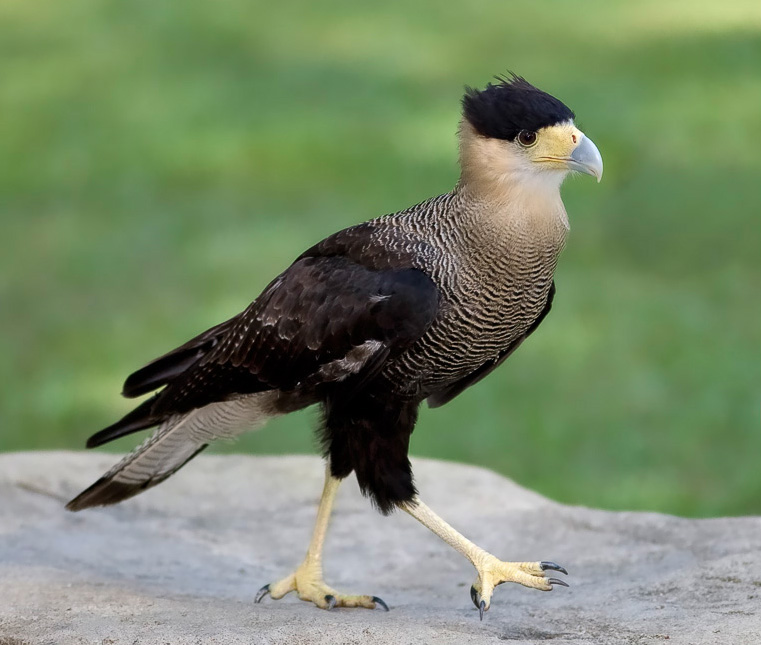
Jungvogel
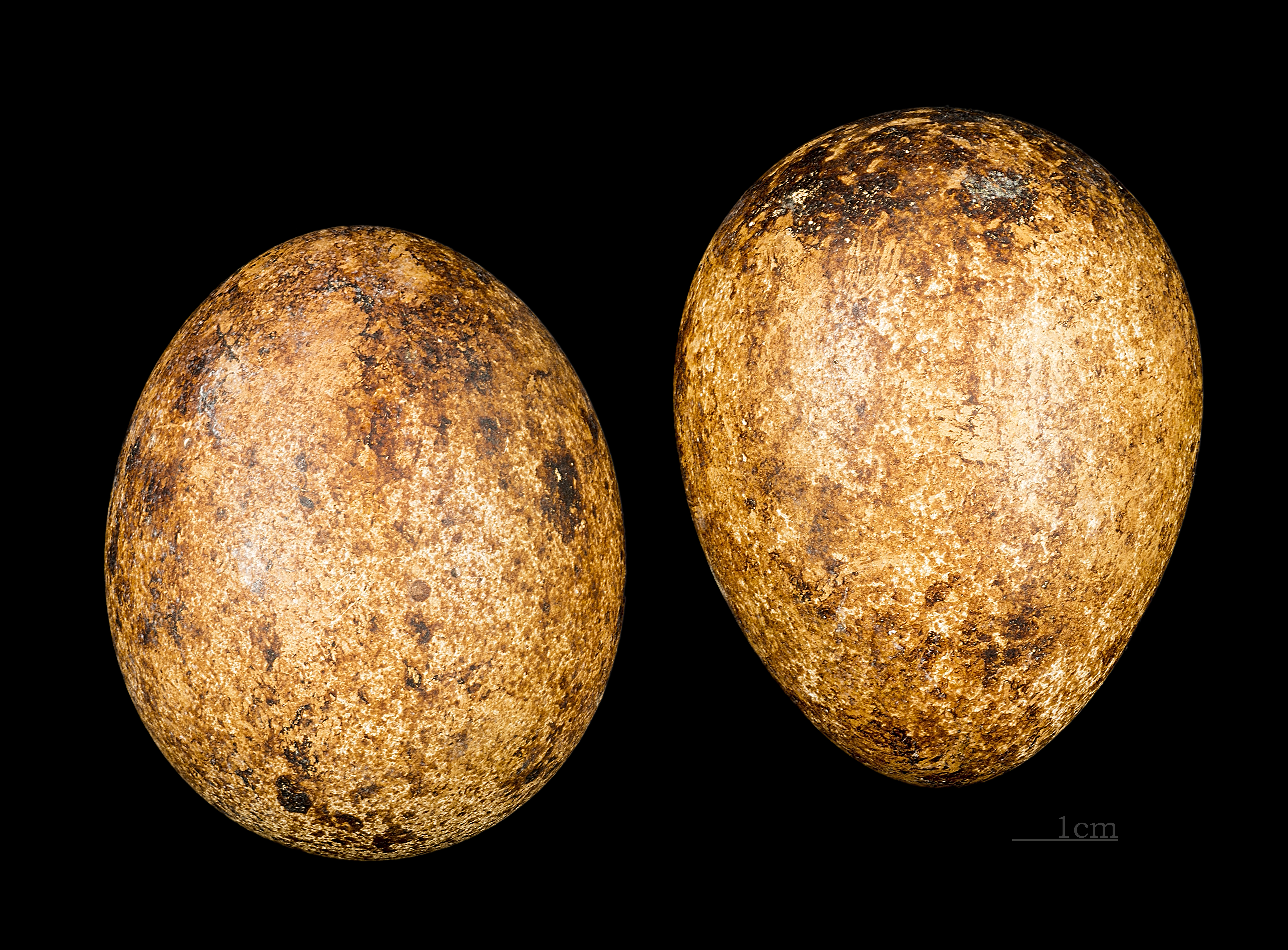
Eier des Schopfkarakaras

## Unterarten
Es sind zwei Unterarten bekannt:
- Caracara plancus cheriway (Jacquin, 1784)[3] kommt vom Süden der USA bis in den Norden Südamerikas. Außerdem ist er auf Kuba, auf Aruba und auf Trinidad verbreitet.
- Caracara plancus plancus (Miller, JF, 1777)[4] ist im südöstlichen Peru, dem nördlichen Bolivien bis ins östliche Brasilien und südlich bis Feuerland und die Falklandinseln verbreitet.

Falco brasiliensis Gmelin, JF, 1788 wird heute als Synonym zur Nominatform, Polyborus cheriway pallidus Nelson, 1898 und Polyborus Audubonii Cassin,1865 als Synonym zu C. p. cheriway, betrachtet.

## Etymologie und Forschungsgeschichte
Die Erstbeschreibung des Schopfkarakara erfolgte 1777 durch John Frederick Miller in Form einer Tafel unter dem wissenschaftlichen Namen Falco Plancus. Zum Verbreitungsgebiet des Typusexemplar nannte er kein Details. Bereits 1826 führte Blasius Merrem die Gattung Caracara ein. In der Tupí-Guaraní-Sprache bedeutet das Lärmmacher oder Schreihals. Der Artname »plancus« leitet sich aus dem gleichnamigen lateinischen Wort oder dem griechischen πλαγγος plangos ab und bedeutet Adler. »Cheriway« ist ein indianischer Name für den Karakara. »Brasiliensis« bezieht sich auf das Land Brasilien. »Pallidus« leitet sich vom lateinischen pallidus, pallere für blass, bleich, fahl ab. Schließlich ehrt »audubonii« John James Audubon. Alfred Laubmann erwähnte in seinem Werk Die Vögel von Paraguay, dass es erstmals 1926 Alexander Wetmore war, der einen Unterschied zwischen der nördlichen und der südlichen Form des Schopfkarakaras herausarbeitet. Allerdings war für Wetmore C. p. brasiliensis die nördliche Unterart.